# Jaroeysak Phengwicha
Jaroeysak Phengwicha (thailändisch เจริญศักดิ์ เพ็งวิชา, * 8. April 1993) ist ein thailändischer Fußballspieler.

## Karriere
Jaroeysak Phengwicha stand bis Juli 2021 beim Muang Loei United FC in Loei unter Vertrag. Wo der vorher gespielt hat, ist unbekannt. Mit dem Verein spielte er in der North/Eastern Region der dritten Liga. Mit Loei wurde er Vizemeister. Die Saison 2021/22 stand er beim in der Western Region der Liga spielenden Saraburi United FC in Saraburi unter Vertrag. Zu Beginn der Saison 2022/23 unterschrieb er im Juli 2021 einen Vertrag beim Zweitligisten Chiangmai United FC. Sein Zweitligadebüt gab Jaroeysak Phengwicha am 12. November 2022 (13. Spieltag) im Auswärtsspiel gegen den Uthai Thani FC. Hier stand er in der Startelf und schoss in der dritten Minute sein erstes Zweitligator zur 1:0-Führung. In der 79. Minute wurde er beim 2:1-Auswärtserfolg gegen Amnart Pamornprasert ausgewechselt. Nach drei Spielzeiten, in denen er 26 Ligaspiele bestritt, wurde sein Vertrag im Sommer 2025 nicht verlängert. Im Juli 2025 nahm ihn sein ehemaliger Verein, der Drittligist Muang Loei United FC, wieder unter Vertrag. Mit dem Klub spielt er in der North/Eastern Region der Liga.